# Ville autonome
Une ville autonome est un type de division administrative autonome. L'exemple le plus notable se trouve en Argentine, un pays fédéral comprenant  23 provinces et une ville autonome, officiellement appelée la Ville Autonome de Buenos Aires. Ces dernières années, le terme a également été utilisé par le mouvement des géographies autonomes pour décrire les efforts des squatters urbains visant à lutter pour l'autonomie communautaire et l'autogestion.

## Argentine
L'amendement de 1994 à la Constitution de l'Argentine  a conféré à la ville de Buenos Aires, auparavant un district fédéral de l'Argentine, le statut de ville autonome, permettant ainsi à ses citoyens d'élire directement le chef du gouvernement, qui était auparavant désigné par le Président, similaire à d'autres pays fédéraux. Le nom officiel a été changé en Ville autonome de Buenos Aires. On peut considerer que ce district est comme une province, même si son autonomie est plus restreinte.
Une autre grande ville qui milite actuellement pour l'autonomie est  Rosario, dans la province de Santa Fe Rosario compte près d'un million d'habitants (environ 1,3 million en incluant ses banlieues et les villes avoisinantes), et est généralement défavorisée dans la répartition des fonds et des ressources, qui attribue de manière disproportionnée une plus grande part à la capitale provinciale beaucoup moins peuplée, Santa Fe. Certains législateurs ont proposé que l'autonomie puisse être accordée à Rosario par le vote d'une loi de manière ordinaire, tandis que d'autres affirment qu'un amendement de la constitution provinciale est nécessaire.

## Espagne
En Espagne, il existe deux villes autonomes Ceuta et Melilla, situées sur la côte nord méditerranéenne du Maroc.